# 볼로디미르 룻키우스키
볼로디미르 흐리호로비치 룻키우스키(우크라이나어: Володи́мир Григо́рович Руткі́вський, 1937년 4월 18일~2021년 10월 31일)는 우크라이나의 아동 문학 작가이다.

## 생애
1937년 4월 18일 우크라이나 소비에트 사회주의 공화국 체르카스카야주의 흐레스티텔레베에서 태어났다. 카자크 집안으로서 아버지는 폴란드 혈통을 지녔다. 그는 어린 시절에 전쟁을 겪은 전후 세대로서 전쟁의 경험은 그의 작품 활동 전반에 영향을 미쳤을 것으로 생각된다. 
학창 시절 고고학에 관심을 가졌고, 이는 그의 작품에서 역사적 요소가 자주 등장하게 되는 계기가 된다.
1966년에 첫 작품인 《태양의 방울》(Краплини сонця)을 발표했다.

## 주요 작품

### 《스트롱홀드: 최후의 전사》
《스트롱홀드: 최후의 전사》(Сторожова застава)는 1000년 전의 시간으로 돌아간 소년과 인물들의 역사 판타지적 이야기이다. 1097년의 실제적 역사에 허구적 인물들을 편입시켜 이야기를 전개해 나가고 있다. 주인공 위트코 부브넨코는 지역 역사 동호회에서 가장 활발하게 활동하는 구성원으로 자신의 동네인 브로니우카의 역사를 연구하는 데 관심을 갖고 악마의 계곡 동굴에 들어갔다가 21세기의 현재에서 11세기의 과거로 차원의 이동을 경험한다. 키이우 루스의 정착지에 도착한 소년은 블라디미르 대공과 그의 아들 스뱌토슬라프와 같은 공간에 있는 자신을 발견하고 이를 통해 독자가 키이우 루스라는 역사적 사실에 자기 자신을 이입하는 경험을 제공한다. 이 소설은 좋은 평가를 받아 2017년 영화화되었다.

## 참고 문헌
- Токар М. І (2016년 5월 17일). “Художнє оформлення творів для дітей Володимира Рутківського” (PDF). 《Всеукраїнська наукова конференція професорсько-викладацького складу》.
- Vitalina Kyzylova (2021년 6월 16일). “Genre Varieties of Ukrainian Adventure Prose of the End of the XX – Beginning of the XXI Centures”. 《Actual problems of philological sciences and methods of teaching》 (영어): 59-77. doi:10.36059/978-966-397-234-3-4.